# زنان نامرئی: افشای سوگیری داده‌ها در دنیایی طراحی‌شده برای مردان
زنان نامرئی: افشای سوگیری داده‌ها در دنیایی طراحی‌شده برای مردان (انگلیسی: Invisible Women: Exposing Data Bias in a World Designed for Men) کتابی است که توسط نویسنده فمینیست بریتانیایی، کرولاین کریادو پرز، در سال ۲۰۱۹ منتشر شده است. این کتاب اثرات نامطلوب بر زنان ناشی از سوگیری جنسیتی را در مجموعه داده‌های بزرگ شرح می‌دهد.

## برخورد
این کتاب هم جایزه کتاب علمی سرمایه‌گذاری رویال اینسایت و هم جایزه کتاب سال کسب و فایننشال تایمز و مک‌کینزی را در سال ۲۰۱۹ دریافت کرد.
این کتاب، توسط کوردلیا فاین و ویکتور سوجو در The Lancet توصیف شده‌است که «چندین مطالعه موردی جذاب - از حوزه‌های مختلفی مانند پزشکی، بهداشت و ایمنی شغلی، حمل و نقل، فناوری، سیاست و امداد رسانی به بلا ارائه می‌کند.
کارول تاوریس، آن را برای مجله Skeptical Inquirer مرور کرد و اظهار داشت که «بنای نظری این کتاب جدید نیست؛ هر نسل از محقق‌های فمینیست مشاهدات سال ۱۹۴۹ سیمون دوبووار مبنی بر اینکه زنان جنس دوم هستند را با اشاره به کتاب فیلسوف فرانسوی دوباره کشف می‌کنند.»
آنجلا ساینی، آن را در گاردین بررسی کرد، آن را «پرونده‌ای در مورد نابرابری جنسیتی یاد کرد که نیاز به اقدام فوری دارد.» این کتاب ما را روشن می‌کند، او می‌نویسد که «زنان یک اقلیت نیستند. آن‌ها اکثریت هستند. آن‌ها در همه‌جا هستند و همیشه بوده‌اند. با این حال همان‌طور که کریادو پرز نشان می‌دهد، زنان باید در جامعه‌ای زندگی کنند که حول محور مردان ساخته شده‌است. چراغ‌های خیابانی که به ما اجازه می‌دهند احساس امنیت کنیم، در نبود امکانات نگهداری از کودکان در محل کار، تقریباً همه چیز برای یک مرد معمولی سفیدپوست کارگر و یک زن سفیدپوست معمولی در خانه طراحی شده‌است. داده‌ها، آن داده‌ها را مطالعه کنید و از زنان بپرسید که چه می‌خواهند. «با این حال، ساینی می‌نویسد، با وجود تمام داده‌هایی که کریادو پرز ارائه می‌کند، مشخص نیست که دولت‌ها (و شاید مردان، اگرچه او این را نمی‌گوید) «چه چیزی بیش از شکاف داده‌ها باید ما را نگران کند.»
جوآن اسمیت، نویسنده فمینیست، در مقاله‌ای برای مجله Literary Review با عنوان «زن غیردوستانه»، کتاب را به عنوان خواندنی ضروری می‌ستاید، حداقل برای کسانی که یافته‌های کریادو پرز برایشان خبری باشد. «این کتاب که سوگیری مردان را در سناریوهای آشنا (حداقل برای من) و کمتر بدیهی نشان می‌دهد، رکورد را درست می‌کند. برای مثال، می‌دانستم که زنان بعد از حمله قلبی بدتر می‌شوند، زیرا علائم متفاوتی نسبت به مردان دارند. کریادو پرز به تحقیقاتی اشاره می‌کند که نشان می‌دهد زنان ۵۰ درصد بیشتر در معرض تشخیص اشتباه هستند، زیرا آن‌ها معمولاً «حمله قلبی هالیوودی» کلاسیک را که با درد قفسه سینه و بازوی چپ شروع می‌شود، ندارند. اما من متوجه نشدم که زنان این بیماری را دارند همچنین احتمال آسیب‌های جدی در تصادفات رانندگی وجود دارد، زیرا آدمک‌های تست تصادف به‌طور سنتی برای منعکس‌کننده بدن «متوسط» مردانه طراحی شده‌اند.»
زنان نامرئی همچنین مخاطبان بین‌المللی گسترده‌ای پیدا کرد و به زبان‌های بسیاری از جمله فارسی، فرانسوی، آلمانی، هلندی، ایتالیایی، اسپانیایی، فنلاندی، پرتغالی، سوئدی، ایسلندی، دانمارکی، یونانی، لیتوانیایی، استونیایی، چکی، اسلواکی، اوکراینی، ترکی و چینی ترجمه شده‌است.